# 谷口大智
谷口 大智（たにぐち だいち、1990年4月15日 - ）は、日本のバスケットボール選手である。洛南高校で2006年から2008年にかけ、ウィンターカップ3連覇を達成した。その後、井上雄彦が創設したスラムダンク奨学金の第2期奨学生として2009年にアメリカへ留学し、2年制のアリゾナ・ウエスタン大学を経て4年制のサウスイースタン・オクラホマ州立大学に編入した。2015年に大学を卒業した後、ターキッシュ エアラインズ bjリーグの秋田ノーザンハピネッツと契約し、プロ選手となった。現在は群馬クレインサンダーズに所属している。

## 経歴
1990年、奈良県に生まれる。2歳でバスケットボールを始め、複数のスポーツに取り組んだ後、中学生からバスケットボールに専念するようになる。小学6年生の時点で身長は既に191cmに達し、テレビ番組に取り上げられるなど注目を集める存在であった。
小、中ともに所属チームを全国大会に導き、中学卒業後は強豪として知られる洛南高校に進む。洛南では1学年上の辻直人、同期の比江島慎らと共にウィンターカップ3連覇を達成。この間、U-15、U-18の日本代表にも選出された。高校卒業を控えた谷口はスラムダンク奨学金に応募し、早川ジミーと共に合格、卒業後渡米し2009年4月にプレップスクールであるサウスケントスクールに入学した。
サウスケントでは、それまでのセンターからパワーフォワードのポジションに移り、シーズン序盤から先発として出場機会を得る。終盤で控えに回ることになったものの、卒業後は2年制のアリゾナ・ウエスタン大学に、早川と共に進学することになった。
アリゾナ・ウエスタン大での1シーズン目は、シュート力を買われスモールフォワード、またはシューティングガードとしても起用されることもあり、チーム最多となる32本のスリーポイントショットを成功させた。2シーズン目にはヘッドコーチの交代や、ドリブルが不得手と評価されたこともありパワーフォワードで起用されるようになり、このシーズンの優勝に貢献した。
卒業後、早川が帰国する一方、谷口はアリゾナ・ウエスタン大時代の恩師がコーチを務めている縁もあり、デニス・ロッドマンを輩出したサウスイースタン・オクラホマ州立大学に編入する。1年目のシーズンをレッドシャツ（練習生）として過ごし、2シーズン目となる2013-14シーズンには先発出場16試合を含む27試合に出場、チーム2番目となるスリーポイント成功数39を記録した。しかし翌2014-15シーズンの序盤である11月の試合中に右肘を脱臼、2か月後の2015年1月下旬に復帰し、2月19日の試合ではスリーポイントを1本決めるも、これがこのシーズン唯一の得点となった。
大学卒業後は帰国し、日本国内の病院で肘のクリーニング手術を受ける。帰国後の谷口には出身地である関西地方のチームなどから勧誘があった中、谷口は秋田ノーザンハピネッツとの契約を選んだ。
2017-18シーズンは、昇格がかかった熊本とのプレーオフ第二戦において、6本のスリーポイントシュートを決め、勝利に大きく貢献した。
2018-19シーズンは、副主将に任命されたが、11月に俊野達彦が移籍したため、主将に昇格。シーズン終了後、広島ドラゴンフライズに移籍。広島では2シーズンプレーしたのち、2021-22シーズンは茨城ロボッツと契約。2022-23シーズンからは島根スサノオマジックと契約。
2024年10月、自身がプロデュースした童話の絵本を出版。絵本のテーマは個性の尊重であり、少年時代に高身長で悩んだ経験をもとにしている。
2025-26からは群馬クレインサンダーズと契約。

## 日本代表歴
FIBAワールドカップ2023アジア予選Window2のチャイニーズ・タイペイ戦で初出場。

## 家族
ライジングゼファーフクオカに所属する谷口光貴は弟。妹も大阪薫英女学院在学中にウィンターカップ出場を果たした。

## 大学成績
| シーズン | チーム          | GP | GS | MPG  | FG%  | 3P%  | FT%  | RPG   | APG   | SPG   | BPG   | PPG  |
| -------- | --------------- | -- | -- | ---- | ---- | ---- | ---- | ----- | ----- | ----- | ----- | ---- |
| 2010-11  | Arizona Western | 32 |    |      | .450 | .380 | .810 | 2.063 | 0.313 | 0.375 | 0.344 | 6.4  |
| 2011-12  | Arizona Western | 29 |    |      | .350 | .200 | .570 | 1.828 | 0.448 | 0.103 | 0.310 | 3.8  |
| 2013-14  | SE OK State     | 27 | 16 | 24.3 | .372 | .351 | .667 | 2.67  | 1.74  | 0.52  | 0.37  | 5.52 |
| 2014-15  | SE OK State     | 9  | 2  | 6.4  | .100 | .111 | .000 | 0.22  | 0.33  | 0     | 0     | 0.33 |

## レギュラーシーズン
| シーズン          | チーム | GP | GS | MPG  | FG%  | 3P%  | FT% | RPG | APG | SPG | BPG | PPG |
| ----------------- | ------ | -- | -- | ---- | ---- | ---- | --- | --- | --- | --- | --- | --- |
| bj League 2015-16 | 秋田   | 24 |    | 6.4  | 43.4 | 0    | 50  | 1.2 | 0.2 | 0.1 | 0.2 | 2.1 |
| B League 2016-17  | 秋田   | 58 | 37 | 18.1 | 36.1 | 31.6 | 25  | 2.4 | 0.7 | 0.5 | 0.5 | 5.4 |
| B League 2017-18  | 秋田   | 60 | 35 | 15.3 | 36.5 | 31.8 | 64  | 2.9 | 1.2 | 1   | 0.2 | 5.8 |
| B League 2018-19  | 秋田   |    |    |      |      |      |     |     |     |     |     |     |

### プレイオフ
| シーズン | チーム | GP | GS | MPG  | FG%  | 3P%  | FT%   | RPG | APG | SPG | BPG | PPG |
| -------- | ------ | -- | -- | ---- | ---- | ---- | ----- | --- | --- | --- | --- | --- |
| 2017-18  | 秋田   | 5  | 4  | 9.39 | .435 | .421 | 1.000 | 1.4 | 0.6 | 0.4 | 0   | 6.0 |